# Philipp Rosenthal

Logo firmy Rosenthal

Philipp Rosenthal (ur. 6 marca 1855 w Werl, zm. 30 marca 1937 w Bonn) – niemiecki przemysłowiec i projektant.

## Życiorys
Rosenthal, syn hurtownika porcelany, wyuczył się fachu w zakładzie ojca. W wieku osiemnastu lat wyjechał do Ameryki, gdzie pracował w handlu porcelaną. W 1879 roku powrócił do Niemiec i w tym samym roku założył na Zamku Erkersreuth pracownię malowania porcelany, która zatrudniała dwóch malarzy. Białą porcelanę zakupywał w firmie Hutschenreuther. W krótkim czasie firma rozrosła się do 60 pracowników. Jej siedziba została przeniesiona do Selb, gdzie w 1889 roku Rosenthal otworzył swoją własną fabrykę porcelany. Przedsiębiorstwo szybko się rozrosło i w 1897 przekształciło w „Philipp Rosenthal & Co. AG”.
Z firmą Rosenthal współpracowali tacy artyści jak: Henry Moore, Friedensreich Hundertwasser, Salvador Dali.
Po dojściu do władzy nazistów, Rosenthal, z powodu swojego żydowskiego pochodzenia, musiał zrezygnować z prowadzenia firmy i wyemigrował z całą rodziną do Wielkiej Brytanii.
W 1950 roku firmę przejął jego syn, Philip Rosenthal.

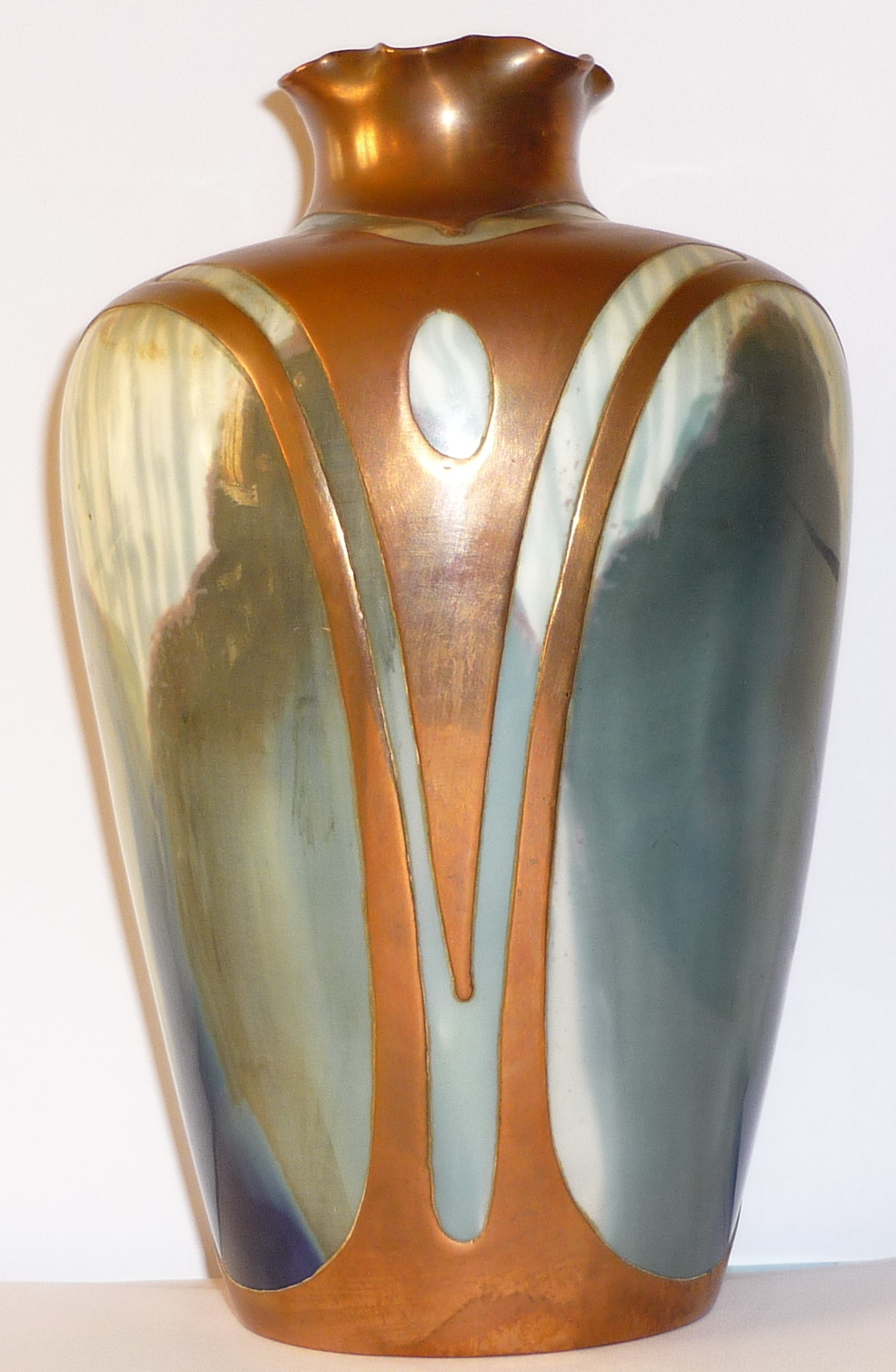
Secesyjny wazon z ok. 1900

## Literatura
- Wolfgang Schilling: Rosenthal, Philipp. [w:] Neue Deutsche Biographie (NDB). Band 22, Duncker & Humblot, Berlin 2005.
- Hermann Schreiber u.a.: Die Rosenthal Story, Düsseldorf und Wien 1980.
- Jürgen Lillteicher: Die Rückerstattung jüdischen Eigentums in Westdeutschland nach dem Zweiten Weltkrieg. Eine Studie über Verfolgungserfahrung, Rechtsstaatlichkeit und Vergangenheitspolitik 1945–1971. Inaugural-Dissertation, Albert-Ludwigs-Universität Freiburg 2002/03.